# Кермоуд, Джозефин

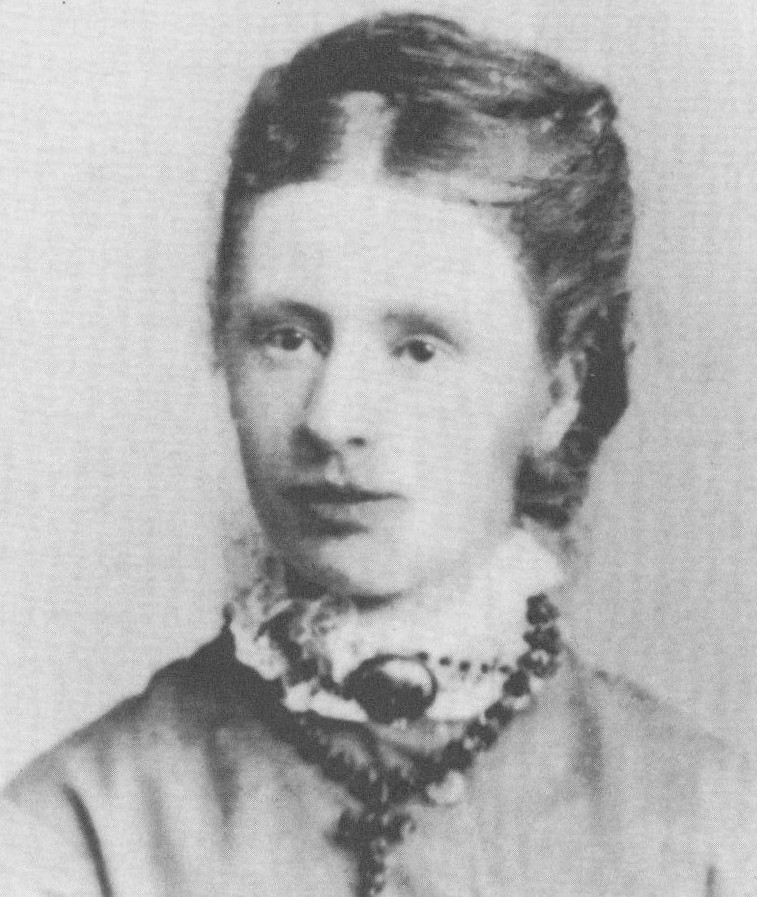
Маргарет Летиция Джозефин Кермоуд (Margaret Letitia Josephine Kermode) в возрасте ок. 22 лет

Джозефин Кермоуд (Josephine Kermode or «Cushag», 1852—1937) — британская поэтесса и драматург, известная более под своим псевдонимом «Кушаг», на местном мэнском наречии означающем Якобея обыкновенная, что считается национальным цветком острова Мэн.

## Ранний период жизни
Маргарет Летиция Джозефин Кермоуд родилась 18 сентября 1852 году на Парламент стрит № 73 в г. Рамси, на острове Мэн. Она была одной из семи детей, доживших до взрослого возраста, преподобного Уильяма Кермоуда (1815—1890) и его второй жены, Джейн, урождённой Бишоп (1818—1858) из Шелтон Холла, Стаффордшир. Будучи капелланом церкви Святого Павла в Рамси, отец Джозефин Кермоуд был президентом общества естественной истории и антикварного общества острова Мэн. Он должен был вести приходскую книгу в Баллау (Ballaugh), в которой он дал полезный отчет об антикварных останках в приходе. Он поощрял в своих детях преданность своему делу и «любовь к учёбе, к своей стране и к службе».
Кушаг (как она стала известна) и её сестры учились дома у гувернантки, а её братья ходили в государственную школу. Она и семья переехали на север острова, когда её отец сменил работу, переехав из церкви Святого Павла в Рамси, став сначала викарием в церкви Могхолд (Kirk Maughold, 1871—1877 гг.), а затем ректором Баллау (Ballaugh, 1877—1890 гг.)
После смерти отца в 1890 году семья переехала обратно в Рамси, на склон холма на Вернон-роуд. Здесь Кушаг взяла на себя добровольную роль районной медсестры, пока её здоровье не ухудшилось и она не была вынуждена прекратить работу. В конце концов семья переехала в бывший дом бабушки и дедушки Кушаг в Клогбейн, на окраине Рэмси.
Кушаг никогда не была замужем. Она стала домоправительницей у своего брата П. М. К. Кермода (P. M. C. Kermode) с 1908 года, через год после того, как была опубликована его основополагающая работа по Крестам Мэнса. Известный как П. М. К., он был археологом и историком-любителем, работая полный рабочий день в качестве клерка в суде в Рамси. Кушаг была описана как разделяющая с её братом «ту же нежную доброту и старомодную вежливость; гордую, но скромную; чувствительную и в то же время симпатичную».
Они жили в уединенном доме в Глен-Олдыне (Glen Auldyn), где через сад протекала река, а рядом был луг для выпаса их лошади Брауни.

## Поэзия «Кушаг»

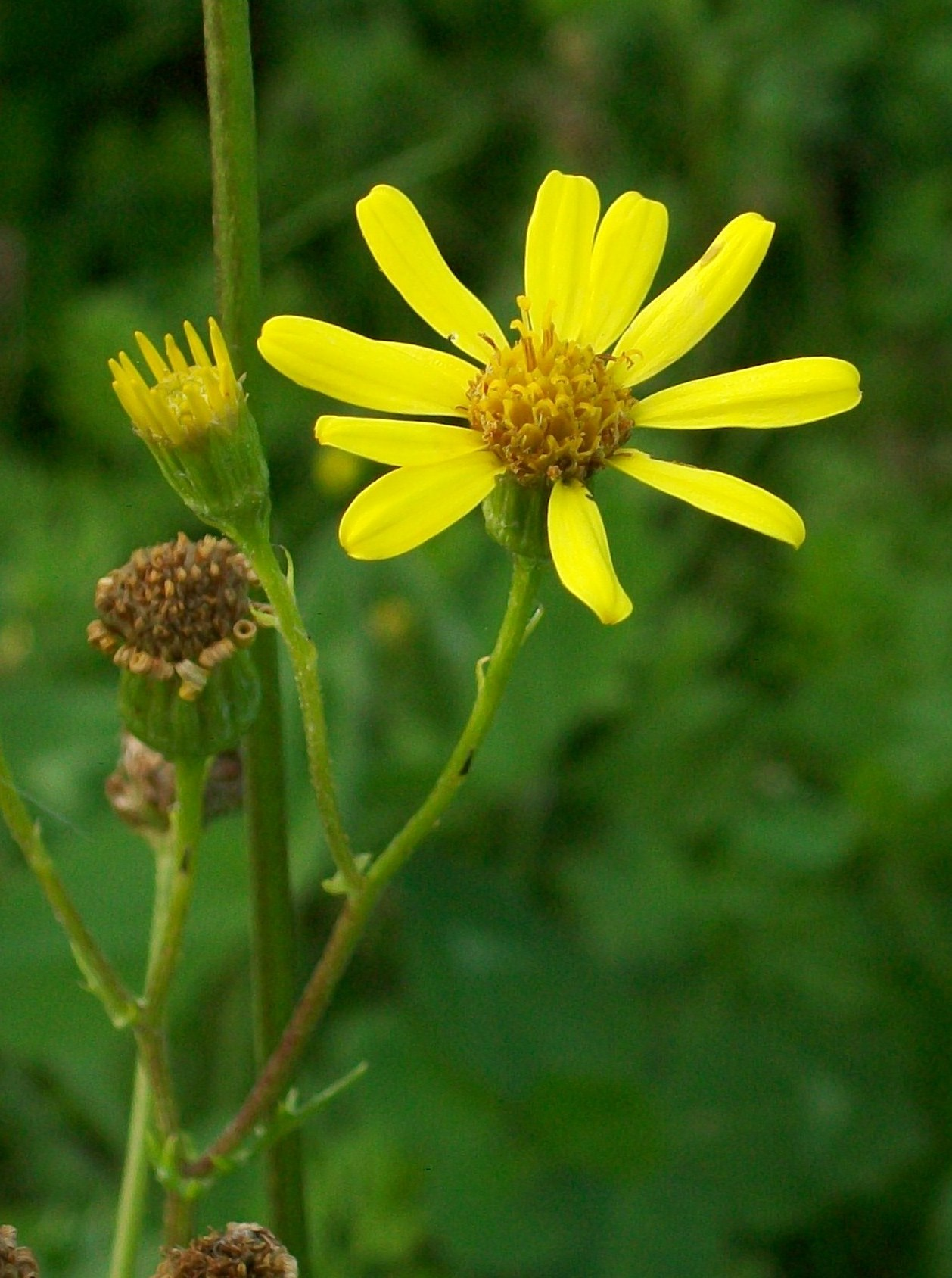
Кушаг, национальный цветок острова Мэн

Первым опубликованным сочинением Джозефин Кермоуд была «Легенда Лонана» (1899).
Её первый сборник стихов «Стихи Кушаг» был опубликован в августе 1907 года. Именно в это время она приняла псевдоним «Cushag», под которым стала широко известной. Имя происходит от мэнского слова, означающего Якобея обыкновенная, официальный цветок острова Мэн.
В 1911 году вышел второй сборник стихов Кушаг, Эллан Ваннин (Ellan Vannin). В 1913 году она собрала большое количество своих стихов в «Книге мэнской поэзии» (A Book of Manx Poetry) под редакцией Уильяма Куббона (William Cubbon), антологии, охватывающей всю историю поэзии с острова Мэн.
Её другие отдельные стихи были опубликованы в таких изданиях, как Рэмзи Курьер (Ramsey Courier), Мэннин (Mannin журнал Общества мэнских языков, под редакцией Софии Моррисон) и Эллан Ваннин (Ellan Vannin, журнал Всемирной ассоциации мэнцев). Некоторые из этих стихотворений были собраны вместе с её предыдущими двумя публикациями и некоторыми оригинальными произведениями в книге Мэнские мелодии (Manx Melodies) 1922 года. Одним из её самых известных стихотворений из этой коллекции является Traa-dy-Liooar. Его название — это обычная мэнская фраза, которая переводится на английский как «time enough» («времени достаточно»).

## Поздние годы жизни
В 1922 году, когда были опубликованы «Мэнские мелодии», Кушаг вместе со своим братом переехала в Дуглас, столицу острова, где П. М.К. был назначен первым куратором вновь созданного музея Мэн. Сначала они жили в Клифтон-хаус на Финч-роуд, а затем на Примроуз-авеню № 6. Она оставалась в Дугласе в течение следующих десяти лет, до внезапной смерти её братьев в 1932 году. Когда ей исполнилось 80 лет, Кушаг переехала жить к своей сестре Шерилл в Борнмут, где она умерла пять лет спустя, 15 февраля 1937 года. Она похоронена в Вимборн-Минстере.

## Публикации
- Стихи Кушаг (Poems by Cushag), Douglas: G & L Johnson, 1907, pp. 71 (см. ManxLiterature.im)
- Peel Plays, Douglas: G & L Johnson, 1908 (available on ManxLiterature.im)
- Granny: A Tale of Old Christmas, Douglas: G & L Johnson, 1910, pp. 23 (available on ManxLiterature.im)
- Ellan Vannin, Douglas: G. & L. Johnson, 1911 pp. 79 (available on ManxLiterature.im)
- Mylecharaine, Douglas: G. & L. Johnson, 1915, pp. 26 (available on ManxLiterature.im)
- Glen Aldyn Plays, Douglas: S. K. Broadbent, 1916, pp. 36 (available on ManxLiterature.im)
- The Glen, Ramsey: J. W. Strickett, 1919, pp. 12 (available on ManxLiterature.im)
- Мэнские мелодии (Manx Melodies), London: John Long, 1922. pp. 91 (см. ManxLiterature.im)
- The Quakers of Ballafayle, in Ramsey Courier, 24 September 1926. (available on ManxLiterature.im)